# Blåtoppet kohvede
Blåtoppet kohvede (Melampyrum nemorosum) er en blomsterplante i slægten kohvede.

## Beskrivelse
Blåtoppet kohvede er 20-50 cm høj, forgrenet enårig urt. Bladene er modsatte og æg- til lancetformede. Den har gule læbeformede eller næsten maskeformede blomster med en trefliget underlæbe og et firetandet bæger omgivet af blåviolette højblade. Dens frugt er som hos andre kohvedearter en kapsel med få store frø. Planten er håret.

## Levested
Blåtoppet kohvede vokser på skovstepper. I Danmark findes den i kystnære skovkanter og -åbninger, strandvolde og strandoverdrev.

## Udbredelse
Blåtoppet kohvede er meget udbredt i Rusland og de baltiske lande. Den findes i det sydøstlige Sverige og artens østgrænse er i Danmark hvor den er meget sjælden og nu stort set kun findes på Sjælland.
Tidligere er den også sjældent forekommet i andre danske landsdele. Den blev nyfundet på Djursland i 2017. Arten er i tilbagegang i Danmark og vurderet som Næsten truet på Den danske rødliste. På nogle få sjællandske levesteder findes den imidlertid ofte i tusindvis.